# Halenia cuatrecasasii
Halenia cuatrecasasii är en gentianaväxtart som beskrevs av C. K. Allen. Halenia cuatrecasasii ingår i släktet Halenia och familjen gentianaväxter. Inga underarter finns listade i Catalogue of Life.